# Knappschaft Kliniken Bottrop
Die Knappschaft Kliniken Bottrop sind ein Akutkrankenhaus der Regelversorgung in Bottrop. Träger sind die Knappschaft Kliniken Bottrop GmbH. Die Klinik ist akademisches Lehrkrankenhaus der @Universität Duisburg-Essen. Seit dem 1. Januar 2025 firmiert die bisherige Knappschaftskrankenhaus Bottrop GmbH unter dem Namen Knappschaft Kliniken Bottrop GmbH. Damit wird einmal mehr die Zugehörigkeit zum Verbund der Knappschaft Kliniken GmbH deutlich, einem der größten gemeinnützigen Krankenhaus-Unternehmen in Deutschland mit rund 15.000 Mitarbeitenden und insgesamt 12 Krankenhäusern.

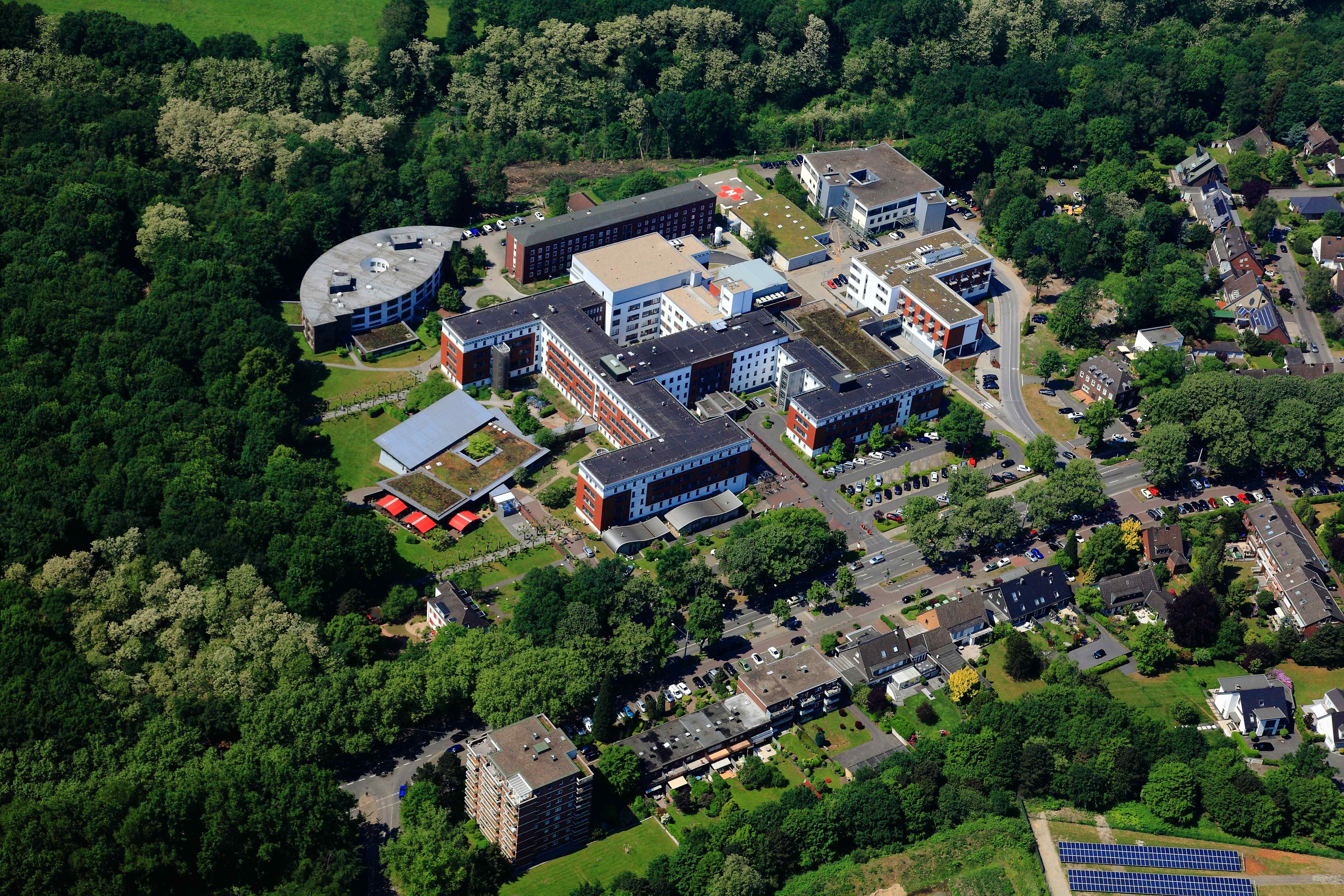
Knappschaftskrankenhaus Bottrop: Luftansicht

## Geschichte

### 1930–1950
Das Knappschaftskrankenhaus Bottrop wurde am 1. Juni 1931 als überregionales Zentrum zur Behandlung bergbauspezifischer Erkrankungen in Betrieb genommen. Es bot zum damaligen Zeitpunkt 354 Betten, eine Chirurgische Abteilung, eine Nervenabteilung, eine Röntgenabteilung und eine kleine Abteilung für Haut- und Geschlechtskrankheiten. Während des Zweiten Weltkriegs trug das Krankenhaus bei einem Luftangriff 1944 nur geringe Sachschäden davon.

### 1950–1970
1953 wurde im Knappschaftskrankenhaus durch Elmar Menzel zum ersten Mal eine Dialyse bei akutem Nierenversagen durchgeführt. Das Krankenhaus in Bottrop war das dritte Krankenhaus in Deutschland, an dem die künstliche Niere zur Blutwäsche eingesetzt wurde. Ein Jahr später wurde die Innere Abteilung und die Gynäkologisch-Geburtshilfliche Abteilung im umgebauten Ostflügel eröffnet. Außerdem wurde das neue Personalwohnhaus in Betrieb genommen und die Modernisierung der OP-Säle wurde abgeschlossen.
In den Jahren 1963/1964 wurde eine neue Wachstation als Vorläufer der Intensivstation geschaffen. Im darauffolgenden Jahr eröffnete das Knappschaftskrankenhaus die selbstständige Abteilung für Anästhesiologie.

### 1970–1990
1971 wurde in der Klinik der erste Dialyseplatz für chronisch Nierenkranke auf der konservativen Intensivstation eingerichtet, drei Jahre später wurde ein Dialysezentrum für die Patienten in einem Neubau in Betrieb genommen. 1972 eröffnete José Alemany im Knappschaftskrankenhaus Bottrop die erste eigenständige Abteilung für Gefäßchirurgie.
Mit dem Bau eines Strahlenbunkers zur Unterbringung eines Kobalt-60-Geräts wurde 1976 im Knappschaftskrankenhaus Bottrop die Grundlage zur modernen Strahlentherapie gelegt. 1983 eröffnete an der Nordseite des Hauses ein moderner Untersuchungs- und Behandlungstrakt (Operationstrakt).

### 1990–2010
1994 wurde im Knappschaftskrankenhaus die neue Tagesklinik für ambulante Operationen sowie vor- und nachstationäre Behandlungen eröffnet. Im folgenden Jahr schloss sich die Eröffnung des Gesundheitshauses Quellenbusch an. Mit verschiedenen Angeboten sollte es zur Förderung der allgemeinen Gesundheitsfürsorge und zur präventiven medizinischen Betreuung dienen. Zwei Jahre später ergänzte der Gesundheitspark Quellenbusch als Naherholungsgebiet das Krankenhaus. Im Jahr 1998 wurde die Gynäkologische-Geburtshifliche Abteilung im Knappschaftskrankenhaus geschlossen. In der Stadt befindet sich nur noch im Marienhospital Bottrop eine gynäkologische Klinik. 1999 etablierte sich das erste integrierte Versorgungsnetz „prosper – Gesund im Verbund“, an dem sich zunächst 3.000 der rund 27.000 knappschaftlich Versicherten und 43 niedergelassene Knappschaftsärzte beteiligten. Außerdem erhielt die neurologische Klinik in diesem Jahr eine Stroke Unit für Schlaganfall-Patienten.
2001 wurde das nephrologische Angebot mit der Eröffnung des Nephrologischen Zentrums Emscher-Lippe mit 44 Plätzen für die Hämodialyse ausgeweitet.
Im Jahr 2004 öffnete das Reha-Zentrum prosper mit 30 stationären und 60 ambulant-ganztägigen neurologischen Behandlungsplätzen. Außerdem wurde das Knappschaftskrankenhaus Bottrop in diesem Jahr zum ersten Mal mit dem Ökoprofit-Zertifikat ausgezeichnet und erhielt die Erstzertifizierung nach KTQ (Kooperation für Transparenz und Qualität im Gesundheitswesen). 2008 wurde der sogenannte „Anbau Nord“ eröffnet, in dem sämtliche Ambulanzen des Hauses in einem Untersuchungs- und Behandlungsbereich zusammengefasst und eine neu konzipierte Operationsabteilung geschaffen wurde.

### Seit 2010

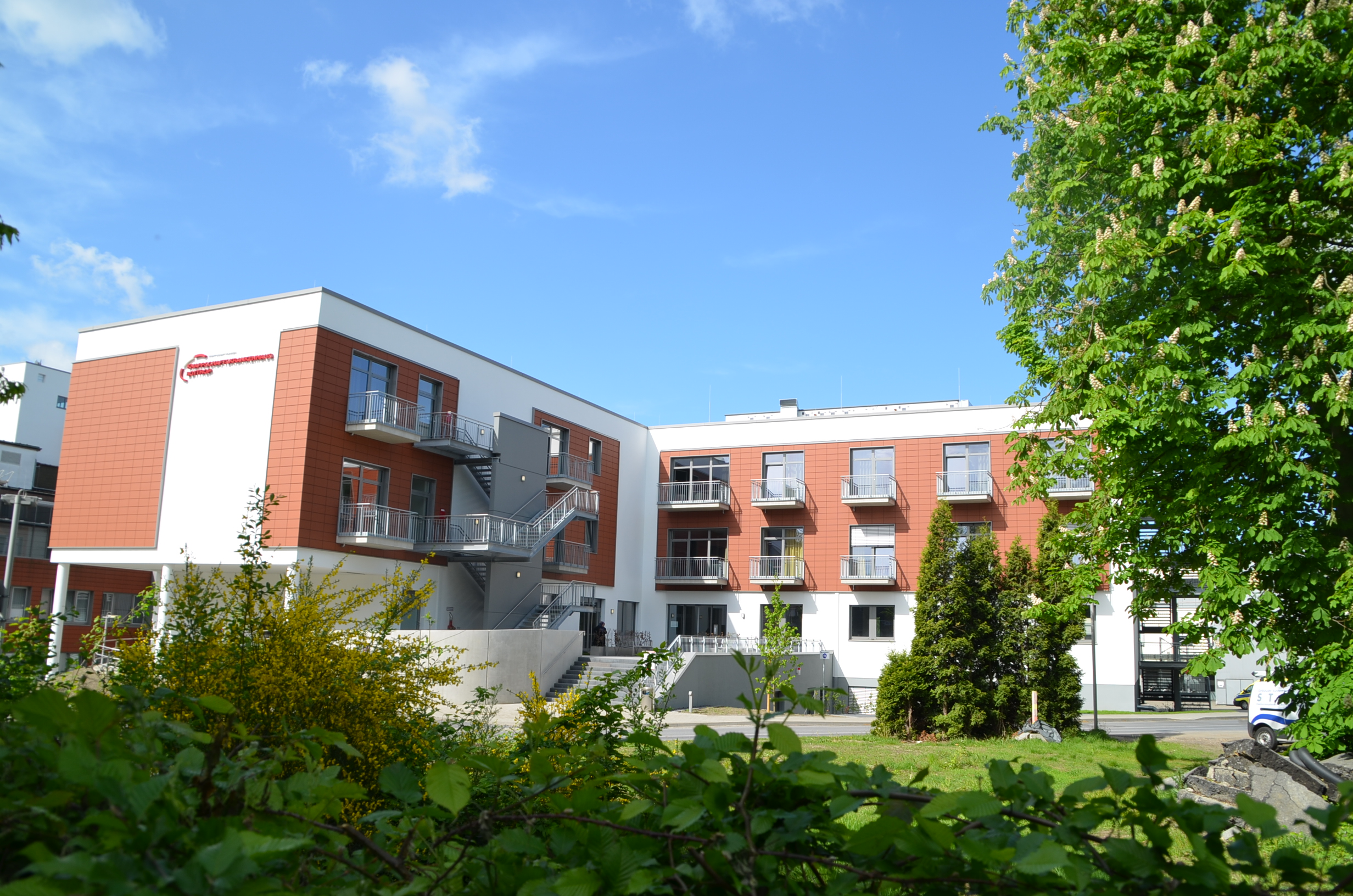
Außenansicht des Facharztzentrums am Knappschaftskrankenhaus Bottrop

Im Jahr 2011 wurde die Cafeteria „Park-Café“ im Gesundheitshaus Quellenbusch um rund 200 m² erweitert. Seit dem 1. Oktober 2012 ist das Knappschaftskrankenhaus Bottrop außerdem Akademisches Lehrkrankenhaus der Universität Duisburg-Essen. Medizinstudenten können seit Februar 2013 im Rahmen ihres Praktischen Jahres in neun Kliniken ausgebildet werden. 2013 wurde die alte Chefarztvilla am Knappschaftskrankenhaus zum ersten stationären Hospiz in Bottrop umgebaut.
Am 1. Mai 2014 wurde das Krankenhaus als letzter Eigenbetrieb der Krankenversicherung Knappschaft der Deutschen Rentenversicherung Knappschaft-Bahn-See (DRV KBS) in eine GmbH umgewandelt. Zusammen mit dem Reha-Zentrum prosper agierte das Knappschaftskrankenhaus nun als eigenständige GmbH mit dem Namen Knappschaftskrankenhaus Bottrop GmbH. Die DRV KBS wurde 100-prozentige Gesellschafterin der GmbH.
Im Herbst 2017 eröffnete das Knappschaftskrankenhaus den 9.000 m² großen „Anbau West“, in dem sich Einheiten für die Stroke Unit, eine größere Intensivstation und zwei neue Bettenstationen befinden. Im Frühjahr 2018 schloss sich das Facharztzentrum an. Hier befinden sich Facharztpraxen und zwei Krankenhausstationen.
Im April 2019 ist im Knappschaftskrankenhaus mit der Klinik für Innere Medizin IV – Kardiologie eine weitere Fachklinik eröffnet worden. Im Juli 2020 wurde das Behandlungsspektrum um eine elfte Abteilung, der Klinik für Innere Medizin V – Altersmedizin, ergänzt.
Seit Januar 2025 firmiert das Krankenhaus unter dem neuen Gesellschaftsnamen „Knappschaft Kliniken Bottrop GmbH“.
Zum 1. April 2025 sind die Knappschaft Kliniken Bottrop um eine zwölfte Fachabteilung erweitert worden: Die Klinik für Neurochirurgie.

## Kennzahlen
Die Knappschaft Kliniken Bottrop GmbH ist ein Akutkrankenhaus der Regelversorgung mit zwölf Fachkliniken und verfügt über 372 Planbetten zuzüglich 12 Betten für die teilstationäre Dialyse. Zur angeschlossenen neurologischen Rehabilitationsklinik gehören 39 stationäre und 80 ambulante Therapieplätze. Die Knappschaft Kliniken Bottrop nehmen im Jahr rund 16.000 Patienten stationär auf und erbringen 123.000 Pflegetage. Darüber hinaus werden über 68.000 Fälle ambulant versorgt.

## Medizinische Versorgung

### Kliniken im Knappschaftskrankenhaus Bottrop
- Klinik für Innere Medizin I – Allgemeine Innere Medizin, Gastroenterologie, Hepatologie, Endoskopie und Onkologie
- Klinik für Innere Medizin II – Nephrologie, Rheumatologie
- Klinik für Innere Medizin III – Angiologie, Diabetologie
- Klinik für Innere Medizin IV – Kardiologie, Intensiv- und Notfallmedizin
- Klinik für Innere Medizin V – Altersmedizin
- Klinik für Neurochirurgie
- Klinik für Neurologie
- Klinik für Allgemein- und Viszeralchirurgie
- Klinik für Gefäßchirurgie – Vaskuläre und endovaskuläre Chirurgie
- Klinik für Urologie, Kinderurologie und urologische Onkologie
- Klinik für Anästhesie, Intensivmedizin und Schmerztherapie
- Klinik für Radiologie, Nuklearmedizin und Neuroradiologie
- Reha-Zentrum prosper
- Zentrale Notaufnahme

### Medizinische Zentren
- Adipositaszentrum
- Cardiac Arrest Center
- Darmzentrum
- Diabeteszentrum
- Zentrum für Gefäßmedizin
- Hernienzentrum
- Hypertoniezentrum
- Neurozentrum
- Ösophagus-Zentrum
- Parkinson-Zentrum
- Shuntzentrum Bottrop
- Uroonkologisches Zentrum

### Kooperationspartner
- Gemeinschaftspraxis „Borad“
- Hospizgruppe Bottrop
- Marienhospital Bottrop
- Kuratorium für Dialyse und Nierentransplantation e.V. (KfH)
- Medizinisches Netz „prosper – Gesund im Verbund“

## Belege
1. ↑  Knappschaft Kliniken Bottrop GmbH (Unternehmenskommunikation): Ausbildungsstätten für das Praktische Jahr der Universität Duisburg-Essen. In: uk-essen.cloud.opencampus.net. Abgerufen am 21. Mai 2025 (deutsch).
2. ↑  Geschichte Website Knappschaft Kliniken Bottrop. Abgerufen am 15. Oktober 2018.
3. ↑  Knappschaft Kliniken Bottrop – Zahlen und Fakten. Abgerufen am 21. Mai 2025.
4. ↑  Knappschaft Kliniken GmbH – Presse-Artikel. Abgerufen am 21. Mai 2025.
5. ↑  Knappschafts Kliniken Bottrop GmbH Website des Knappschaftskrankenhauses Bottrop. Abgerufen am 3. Februar 2023.